# Distribuovaný výpočet

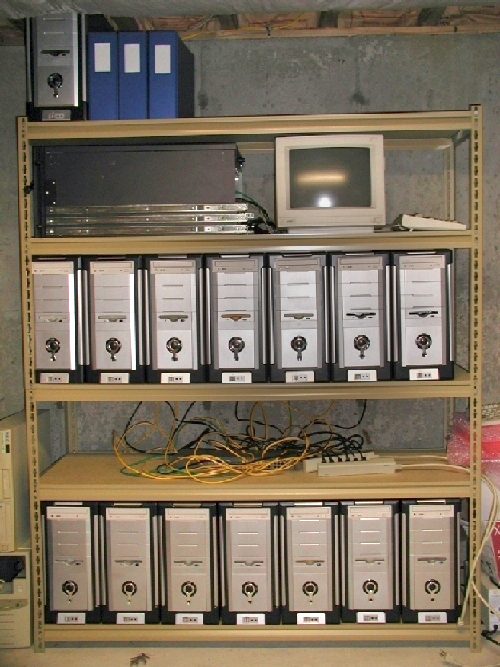
Distribuovaný výpočet může probíhat např. na clusteru

Distribuovaný výpočet je výpočet rozdělený na více menších, méně náročných úloh za účelem rychlejšího vyřízení požadavku předaného programu. Lze ho využít jen u výpočtů, jejichž algoritmus lze paralelizovat (ovšem ne všechny paralelizovatelné algoritmy jsou distribuovatelné algoritmy) – převést na paralelní verzi, kdy vzájemně nezávislé části výpočtu běží současně. Ovšem úlohy, které jsou svou podstatou sériové (např. iterace - např. pro problém tří těles), nelze paralelizovat a tak ani distribuovaně řešit.
Výpočet lze distribuovat buď na úrovni operačního systému s přesměrováním softwarových vláken na jiné členy clusteru, nebo přímo v režii programu, který se nainstaluje v podobě mnoha klientů na každý z počítačů tvořících cluster.
Mezi typické výpočty, které je vhodné řešit distribuovaně, patří analýza velkého množství statistických dat, „reverzní inženýrství“ DNA, modelování struktury proteinů, generování fraktálů nebo zkoumání vesmírného vlnění na přítomnost rádiového signálu mimozemšťanů (SETI).
Český projekt distribuovaného počítání Wieferich@home se soustředí na nalezení Wieferichových prvočísel.